# 1916 års översvämning i Zuiderzee

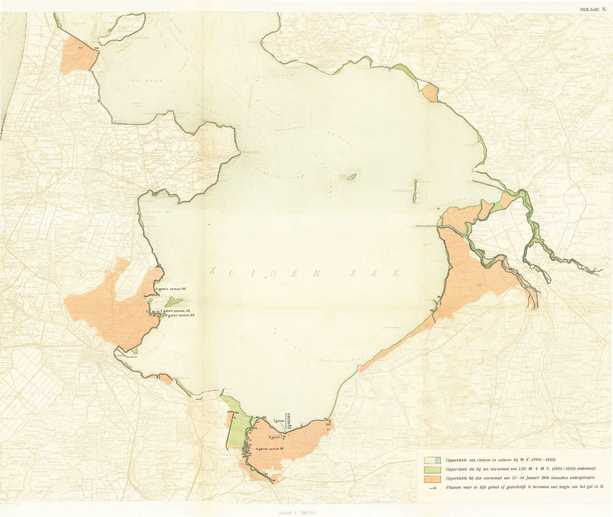
Denna karta visar översvämmade områden på grund av översvämningen den 15 januari 1915, som rapporterades av den nederländska regeringen i september 1916

Översvämningen 1916 eller Zuiderzeevloed 1916 var en översvämning som ägde rum natten mellan 13 och 14 januari 1916 i Nederländerna längs med Zuiderzee-vallarna. Översvämningen orsakades av en storm. 

## Förlopp
Översvämningen sammanföll med ett högt vatteninflöde från floder som orsakade många genombrott på dussintals platser längs kustlinjen och skadade många vallar. Vissa trähus på ön Marken vältes helt. I provinsen Noord-Holland dödades 19 personer, och till sjöss förstördes flera fartyg vilket orsakade ytterligare 32 offer. Drottning Wilhelmina besökte de områden som drabbades. 

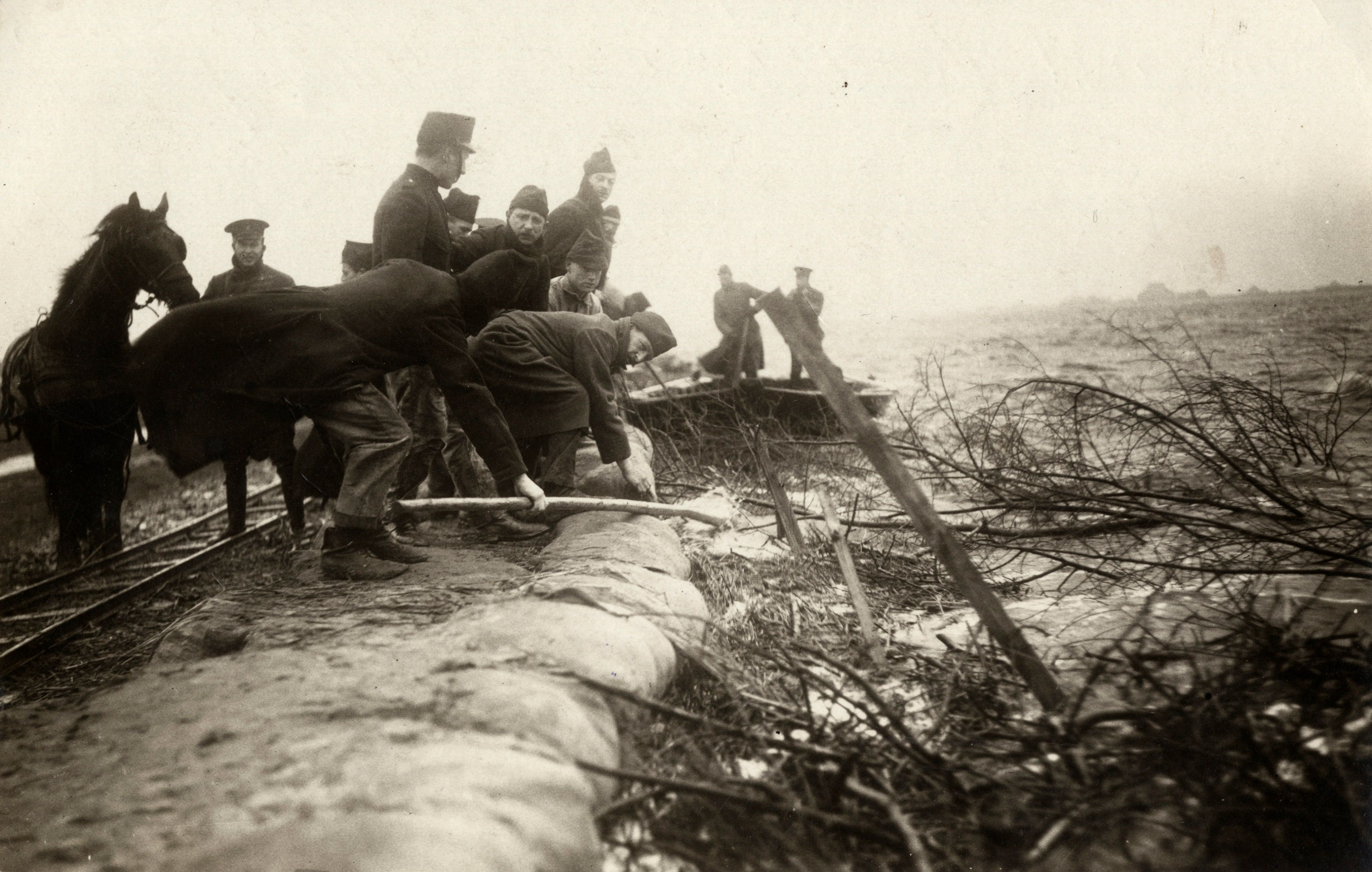
Militärer och civila vidtar åtgärder för att bygga tillfälliga vallar med sandsäckar.

## Följder
Denna katastrof, i kombination med hungersnöden som orsakades av första världskriget, ledde till en lag som heter Zuiderzeewet. Förstärkningen av vallarna, som genomfördes efter katastrofen, avslutades 1926. År 1932 "tämjdes" Zuiderzee genom bygget av en 32 kilometer lång vall eller, rättare sagt, en spärr som kallades Afsluitdijk. Bygget ledde också till slutet av fiskenäringen i Zuiderzee. 

## Utländsk hjälp
Baserat på korrespondensen i Haag mellan Turkiets ambassadör till Nederländska regeringen, donerade turkarna ett belopp på 2387,90 FL (motsvarande cirka 20 000 euro idag) till Nederländerna för att hjälpa översvämningens offer.